# Fuente-Olmedo
Fuente-Olmedo település Spanyolországban, Valladolid tartományban. Fuente-Olmedo Fuente de Santa Cruz, Almenara de Adaja, Bocigas, Aguasal, Llano de Olmedo és Villeguillo községekkel határos. Lakosainak száma 42 fő (2024).

## Népesség
A település népessége az utóbbi években az alábbiak szerint változott:
| Lakosok száma | 63   | 53   | 50   | 46   | 44   | 41   | 35   | 34   | 36   | 42   |
|               | 2001 | 2004 | 2007 | 2009 | 2012 | 2014 | 2017 | 2019 | 2022 | 2024 |